# COR Frunze
COR Frunze (kirg. Футбол клубу «Центр олимпийского резерва» Фрунзе) – kirgiski klub piłkarski, mający siedzibę w stolicy kraju, mieście Frunze.

## Historia
Chronologia nazw:
- 19??: COR Frunze (ros. ЦОР Фрунзе)
- 19??: klub rozformowano

Piłkarski klub COR został założony w miejscowości Frunze po zakończeniu II wojny światowej. COR - to skrót od Centrum Olimpijskich Rezerw (ros. Центр олимпийского резерва). Zespół najpierw występował w rozgrywkach o mistrzostwo i Puchar Kirgiskiej SRR. W 1982 otrzymał prawo startu w 7 strefie Wtoroj Ligi ZSRR (III poziom). Zajął ostatnie 19.miejsce, ale w następnym sezonie 1983 ponownie startował w rozgrywkach ligowych, w których ulokował się znów na ostatnim 21.miejscu. Potem klub został rozformowany.

## Sukcesy

### Trofea międzynarodowe
Nie uczestniczył w rozgrywkach azjatyckich (stan na 31-12-2015).

### Trofea krajowe
ZSRR
| \| \| Zdobyte trofea w rozgrywkach Związku Radzieckiego (stan na: 31-12-1991) \| |                                                                         |      |          |
| Rozgrywki                                                                        | Osiągnięcie                                                             | Razy | Sezon(y) |
| Mistrzostwo                                                                      | I miejsce                                                               | 0    |          |
| Mistrzostwo                                                                      | II miejsce                                                              | 0    |          |
| Mistrzostwo                                                                      | III miejsce                                                             | 0    |          |
| Puchar                                                                           | zdobywca                                                                | 0    |          |
| Puchar                                                                           | finalista                                                               | 0    |          |
| II liga                                                                          | I miejsce                                                               | 0    |          |
| II liga                                                                          | II miejsce                                                              | 0    |          |
| II liga                                                                          | III miejsce                                                             | 0    |          |
|                                                                                  | Zdobyte trofea w rozgrywkach Związku Radzieckiego (stan na: 31-12-1991) |      |          |

- Wtoraja Liga ZSRR (D3):
  - 19.miejsce: 1982 (7 gr.)

## Stadion
Klub rozgrywał swoje mecze domowe na stadionie Spartak w Biszkeku, który może pomieścić 23000 widzów.